# Брикетний прес

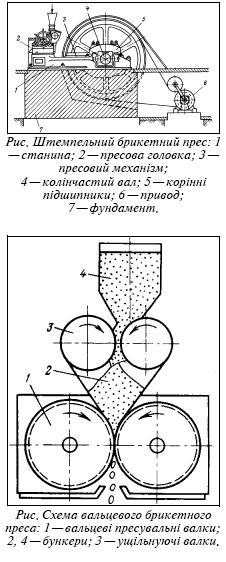
Рис. 1-2.

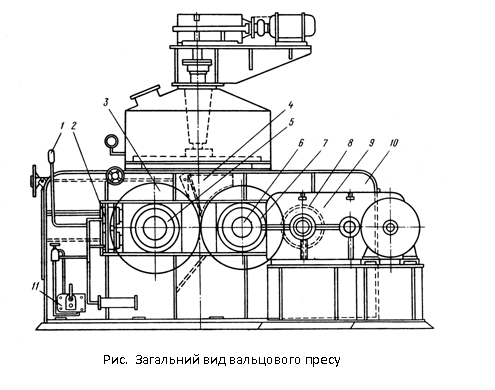
Рис. 3.

Брикетний прес (рос. брикетный пресс, англ. briquetting press, нім. Brikettpresse) — машина для брикетування дрібнозернистих мінералів. 

## Загальна характеристика
За величиною питомого тиску пресування розрізняють Б.п. низького і середнього (20-100 МПа), високого (100—150 МПа) і надвисокого тиску (200—500 МПа). До першої групи належать вальцьові, столові та ротаційні преси, до другої — штемпельні, до третьої — кільцеві. Вальцеві, столові і ротаційні Б.п. застосовують для брикетування кам'яного вугілля, руд і рудних концентратів, відходів виробництва та ін. Штемпельні Б.п. — для брикетування молодого бурого вугілля і торфу. Кільцеві — для зрілого бурого вугілля. Крім того, застосовують стрічково-вакуумні — для брикетування руд. У промисловості використовують в осн. вальцеві, столові та штемпельні Б.п.

## Штемпельний брикетний прес
Штемпельний брикетний прес (рис.1) включає станину 1, пресову головку 2, пресуючий механізм 3 і привод 6. Станина слугує основою для всіх частин преса. Вона встановлюється на потужному залізобетонному фундаменті 7.
У головці (рис. 2) проходять горизонтальні канали 2, де розташовуються пресформи 1 і здійснюється власне пресування. Зверху горизонтальні (матричні) канали обмежені шарнірно закріпленою натискною плитою 3. Нижня площина цієї плити опирається на пресформи. Це дозволяє, змінюючи положення натискної плити у вертикальній площині, регулювати висоту формувального каналу й тиск пресування. Спеціальний регулювальний механізм складається з гвинта 4, що проходить через гайку 5, закріплену у верхній частині головки. Гвинт з одного боку впирається в зовнішню частину натискної плити, а з іншого – зв'язаний через черв'ячну передачу з маховиком 6. У новітніх конструкціях пресів переміщення натискної плити з метою зміни тиску пресування здійснюється через гідравлічний натискний пристрій.

## Вальцьовий брикетний прес
Для ущільнення брикетної суміші застосовують вальцьові преси, що розвивають тиск пресування 20-50 МПа. Вальцьовий прес являє собою апарат, що складається з живильника-завантажника (розподільна чаша), валків з бандажними кільцями і станини з розміщеною на ній системою гідравлічного стиску валків.
Серед великої різноманітності вальцьових пресів є агрегати продуктивністю від 1 до 100 т/ч.